# Saison 2013-2014 des Nuggets de Denver
La saison 2013-2014 des Nuggets de Denver est la 47e saison de la franchise et la 38e saison au sein de la National Basketball Association (NBA).

## Draft
| Tour | Choix | Joueur            | Poste | Nationalité | Provenance        |
| ---- | ----- | ----------------- | ----- | ----------- | ----------------- |
| 2    | 46    | Erick Green       | PG    | États-Unis  | Virginia Tech     |
| 2    | 55    | Joffrey Lauvergne | C     | France      | Partizan Belgrade |

## Classements de la saison régulière
| Conférence Ouest | Conférence Ouest                | Conférence Ouest | Conférence Ouest | Conférence Ouest | Conférence Ouest | Conférence Ouest | Conférence Ouest |
| No               | Franchise                       | Vic.             | Def.             | MJ               | % V/D            | RV               |                  |
| ---------------- | ------------------------------- | ---------------- | ---------------- | ---------------- | ---------------- | ---------------- | ---------------- |
| 1                | Spurs de San Antonio            | 62               | 20               | 82               | 75,60 %          | -                |                  |
| 2                | Thunder d'Oklahoma City         | 59               | 23               | 82               | 72,00 %          | 3,0              |                  |
| 3                | Clippers de Los Angeles         | 57               | 25               | 82               | 69,50 %          | 5,0              |                  |
| 4                | Rockets de Houston              | 54               | 28               | 82               | 65,90 %          | 8,0              |                  |
| 5                | Trail Blazers de Portland       | 54               | 28               | 82               | 65,90 %          | 8,0              |                  |
| 6                | Warriors de Golden State        | 51               | 31               | 82               | 62,20 %          | 11,0             |                  |
| 7                | Grizzlies de Memphis            | 50               | 32               | 82               | 61,00 %          | 12,0             |                  |
| 8                | Mavericks de Dallas             | 49               | 33               | 82               | 59,80 %          | 13,0             |                  |
|                  |                                 |                  |                  |                  |                  |                  |                  |
| 9                | Suns de Phoenix                 | 48               | 34               | 82               | 58,50 %          | 14,0             |                  |
| 10               | Timberwolves du Minnesota       | 40               | 42               | 82               | 48,80 %          | 22,0             |                  |
| 11               | Nuggets de Denver               | 36               | 46               | 82               | 43,90 %          | 26,0             |                  |
| 12               | Pelicans de La Nouvelle-Orléans | 34               | 48               | 82               | 41,50 %          | 28,0             |                  |
| 13               | Kings de Sacramento             | 28               | 54               | 82               | 34,10 %          | 34,0             |                  |
| 14               | Lakers de Los Angeles           | 27               | 55               | 82               | 32,90 %          | 35,0             |                  |
| 15               | Jazz de l'Utah                  | 25               | 57               | 82               | 30,50 %          | 37,0             |                  |

| Division Nord-Ouest       | V  | D  | MJ | % V/D   | GB   | Dom   | Ext   | Div  | Conf  |
| ------------------------- | -- | -- | -- | ------- | ---- | ----- | ----- | ---- | ----- |
| Thunder d'Oklahoma City   | 59 | 23 | 82 | 72,00 % | -    | 34-7  | 25-16 | 11-5 | 36-16 |
| Trail Blazers de Portland | 54 | 28 | 82 | 65,90 % | 5,0  | 31-10 | 23-18 | 13-3 | 31-21 |
| Timberwolves du Minnesota | 40 | 42 | 82 | 48,80 % | 19,0 | 24-17 | 16-25 | 7-9  | 23-29 |
| Nuggets de Denver         | 36 | 46 | 82 | 43,90 % | 23,0 | 22-19 | 14-27 | 5-11 | 20-33 |
| Jazz de l'Utah            | 25 | 57 | 82 | 30,50 % | 34,0 | 16-25 | 9-32  | 4-12 | 13-39 |

## Effectif
| Effectif des Nuggets de Denver 2013-2014 |
| --- |
| 00 Darrell Arthur • 0 Aaron Brooks • 3 Ty Lawson • 4 Randy Foye • 7 J. J. Hickson • 8 Danilo Gallinari • 10 Nate Robinson • 15 Anthony Randolph • 21 Wilson Chandler • 24 Jan Veselý • 25 Timofey Mozgov • 30 Quincy Miller • 34 JaVale McGee • 35 Kenneth Faried • 94 Evan FournierEntraîneur : Brian Shaw |

## Statistiques
| Joueur           | MJ | MC | MPG  | FG%  | 3P%  | FT%   | RPG | APG | SPG  | BPG  | PPG  |
| ---------------- | -- | -- | ---- | ---- | ---- | ----- | --- | --- | ---- | ---- | ---- |
| Darrell Arthur   | 68 | 1  | 17.1 | .395 | .375 | .850  | 3.1 | .9  | .57  | .69  | 5.9  |
| Aaron Brooks     | 29 | 12 | 29.0 | .406 | .362 | .900  | 2.7 | 5.2 | .93  | .24  | 11.9 |
| Wilson Chandler  | 62 | 55 | 31.1 | .416 | .348 | .720  | 4.7 | 1.8 | .74  | .50  | 13.6 |
| Kenneth Faried   | 80 | 77 | 27.2 | .545 | .000 | .650  | 8.6 | 1.2 | .88  | .86  | 13.7 |
| Evan Fournier    | 76 | 4  | 19.8 | .419 | .376 | .760  | 2.7 | 1.5 | .45  | .09  | 8.4  |
| Randy Foye       | 81 | 78 | 30.7 | .413 | .380 | .850  | 2.9 | 3.5 | .83  | .48  | 13.2 |
| Jordan Hamilton  | 39 | 11 | 17.2 | .390 | .349 | .740  | 3.4 | .9  | .79  | .33  | 6.8  |
| J. J. Hickson    | 69 | 52 | 26.9 | .508 | .000 | .520  | 9.2 | 1.4 | .68  | .74  | 11.8 |
| Ty Lawson        | 62 | 61 | 35.8 | .431 | .356 | .800  | 3.5 | 8.8 | 1.61 | .16  | 17.6 |
| JaVale McGee     | 5  | 5  | 16.0 | .447 | .000 | 1.000 | 3.4 | .4  | .20  | 1.40 | 7.0  |
| Andre Miller     | 30 | 2  | 19.0 | .458 | .500 | .740  | 2.4 | 3.3 | .50  | .23  | 5.9  |
| Quincy Miller    | 52 | 16 | 15.2 | .367 | .319 | .710  | 2.8 | .5  | .42  | .62  | 4.9  |
| Timofey Mozgov   | 82 | 30 | 21.6 | .523 | .167 | .750  | 6.4 | .8  | .33  | 1.22 | 9.4  |
| Anthony Randolph | 43 | 5  | 12.3 | .386 | .295 | .750  | 2.8 | .7  | .60  | .44  | 4.8  |
| Nate Robinson    | 44 | 1  | 19.7 | .428 | .377 | .840  | 1.8 | 2.5 | .82  | .09  | 10.4 |
| Jan Veselý       | 21 | 0  | 14.6 | .506 | .000 | .420  | 3.7 | .5  | 1.29 | .76  | 4.4  |

## Transactions

### Transferts
| 27 juin    | Vers Denver Nuggets Erick Green Compensation financière | Vers Utah Jazz Rudy Gobert                                                                                                |
| 27 juin    | Vers Denver Nuggets Darrell Arthur Joffrey Lauvergne | Vers Memphis Grizzlies Kosta Koufos                                                                                       |
| 10 juillet | Échange à trois équipes | Échange à trois équipes                                                                                                   |
| 10 juillet | Vers Utah Jazz / Andris Biedrins (de Golden State) Richard Jefferson (de Golden State) Brandon Rush (de Golden State) 2 premiers tour de draft (de Golden State) 3 seconds tour de draft (de Golden State) Second tour de draft (de Denver) Compensation financière | Vers Golden State Warriors Andre Iguodala (de Denver) Kevin Murphy (de Utah)                                              |
| 10 juillet | Vers Denver Nuggets Randy Foye (de Utah) Second tour de draft (de Golden State) | |
| 20 février | Vers Denver Nuggets Aaron Brooks | Vers Houston Rockets Jordan Hamilton                                                                                      |
| 20 février | Échange à trois équipes | Échange à trois équipes                                                                                                   |
| 20 février | Vers Washington Wizards Andre Miller (de Denver) | Vers Philadelphia 76ers Eric Maynor (de Washington) Second tour de draft (de Denver) Second tour de draft (de Washington) |
| 20 février | Vers Denver Nuggets Jan Veselý (de Washington) | |

### Agents libres

#### Arrivées
| Joueur       | Contrat                               | Ancienne équipe        |
| ------------ | ------------------------------------- | ---------------------- |
| J.J. Hickson | Contrat de 15 000 000 $ sur trois ans | Portland Trail Blazers |

#### Départs
| Joueur       | Motif       | Nouvelle équipe        |
| ------------ | ----------- | ---------------------- |
| Corey Brewer | Agent libre | Minnesota Timberwolves |